# Bentorf
Bentorf ist ein Ortsteil der Gemeinde Kalletal im nordrhein-westfälischen Kreis Lippe in Deutschland.

## Lage
Die Ortschaft Bentorf befindet sich im Weserbergland und grenzt im Nordwesten und Westen an die Stadt Vlotho im Kreis Herford, im Süden an die Ortschaft Harkemissen, die mit zum Ortsteil Bentorf gehört, im Osten an Hohenhausen und im Norden an Kalldorf.
Durch den Ort fließt der Bentorfer Bach, der bei Dalbke in die Westernkalle mündet. An der Gemeindegrenze zu Vlotho liegt der 225 m hohe Lichtensberg. Hier befinden sich teilweise ausgedehnte und tiefe Erdfälle, in denen sich anders als in den benachbarten im Vlothoer Ortsteil Valdorf keine Torfmoorvorkommen bildeten. Der höchste Punkt des Ortes befindet sich mit 249,3 m ü. NHN im nördlich vom Lichtensberg liegenden Bentorfer Holz, der mit 154,4 m ü. NHN im Tal des Bentorfer Baches am südöstlichen Dorfausgang.

## Geschichte
Durch archäologische Funde kann bereits für das 11. bis 12. Jahrhundert eine Besiedelung im Umfeld von Bentorf nachgewiesen werden.
Ein Ort Bentorpe wird 1359 im sogenannten Callentorper Lehnsbrief erwähnt.

### 20. Jahrhundert
Bis Ende 1968 war Bentorf eine selbständige Gemeinde. Seit dem 1. Januar 1969 gehört sie zusammen mit den umliegenden lippischen Dörfern zur neu gegründeten Gemeinde Kalletal.

### Einwohnerentwicklung
| Jahr      | 1860 | 1939 | 1962 |
| Einwohner | 710  | 737  | 833  |
| --------- | ---- | ---- | ---- |

### Ortsname
Neben der Ersterwähnung als Bentorpe (1359) sind im Laufe der Jahrhunderte folgende, weitere Versionen belegt: Beynctorpe (1363), Beyntrup (1488), Bentorpe (um 1500), Bentroppe (1535), Bentorff (1536), Bentrup (1545), Bentrup (1562), Bentrup (1572), Bentorp (1590), Bentorff (1618), Bentorff (1620) sowie Bentorf (um 1721).
Im 18. Jahrhundert wurde der Name mit Bentorf festgelegt, um Verwechslungen mit Bentrup zu vermeiden. Das wurde im damaligen Amt Varenholz bei allen Ortsnamen mit der Endung -torpe/-torp so gehandhabt. Der Name sei von Benno, also Bennos Dorf (Otto Preuß) abgeleitet, der lippische Heimatforscher Wilhelm Süvern deutet den Namen als das Dorf auf dem Bente, was eine sumpfige Fläche meint. Die aktuelle Ortsnamenforschung sieht dagegen die Bedeutung als Siedlung der Leute, Angehörige des Bēio, wobei letzteres mit dem Volksnamen Beiur/Baier verbunden wird.

## Religion
Kirchlich gehört Bentorf gemeinsam mit den Ortschaften Harkemissen, Echternhagen, Eichholz und Westorf zum Pfarrbezirk II der evangelisch-reformierten Kirche zu Hohenhausen. Das Gemeindezentrum mit Kirche und Gemeindehaus liegt in Hohenhausen. Bentorf und Harkemissen benutzen das Bentorfer Gemeindehaus, hier befindet sich auch der von beiden Ortschaften genutzte kirchliche Friedhof.

## Wirtschaft und Infrastruktur
Die Landwirtschaft dominiert. Die in Bentorf mit Förderung durch die Volksbank Nordlippe 2005 gebaute Biogasanlage kann mit ihrem Blockheizkraftwerk eine am Bedarf von 600 Haushalten orientierte Elektrische Leistung produzieren. Gewerbebetriebe gibt es im Ort nur wenige, das Gasthaus Bentorfer Krug war früher in der weiteren Umgebung als ein Treffpunkt für Viehhändler bekannt.

## Verkehr

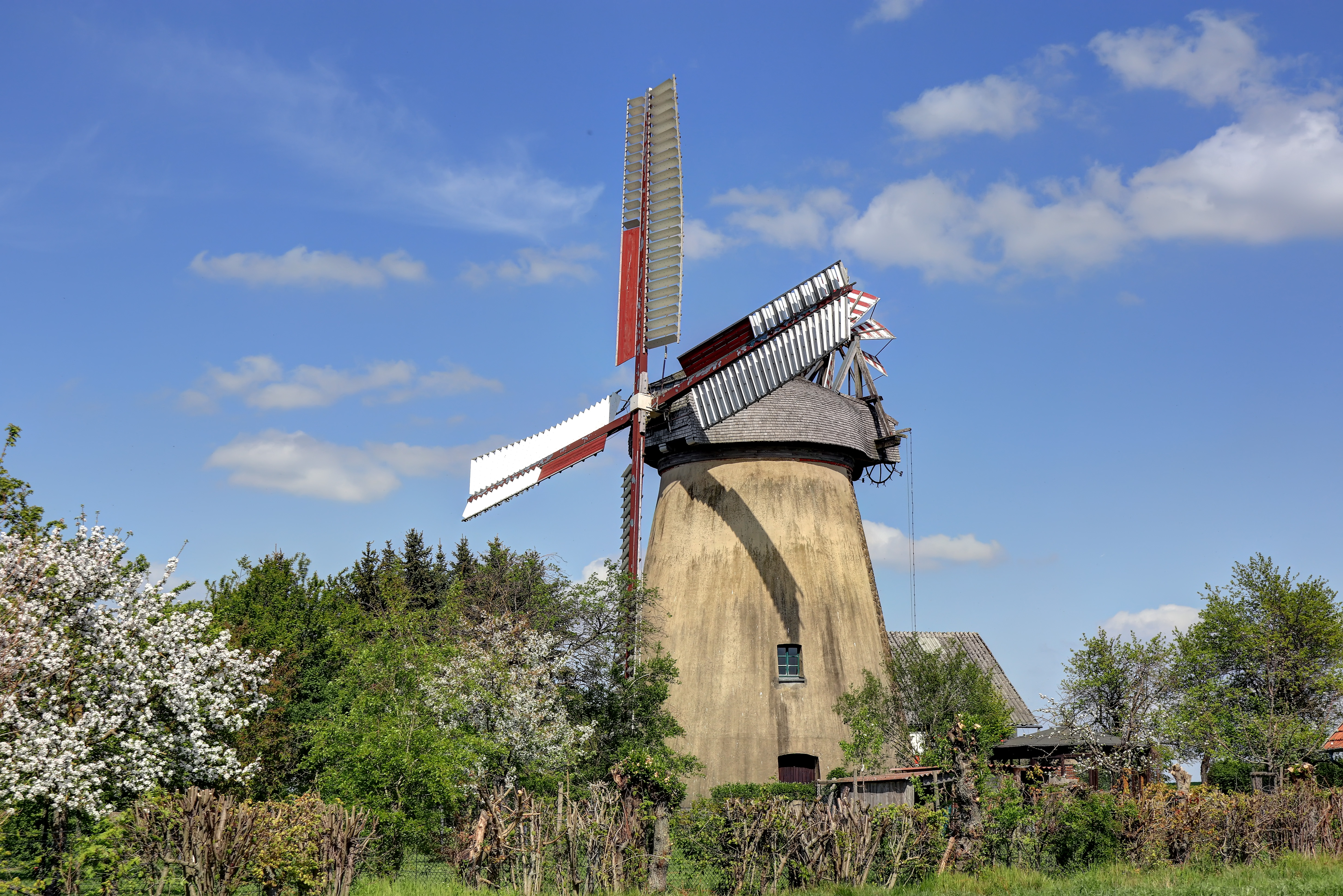
Bentorfer Mühle 2020

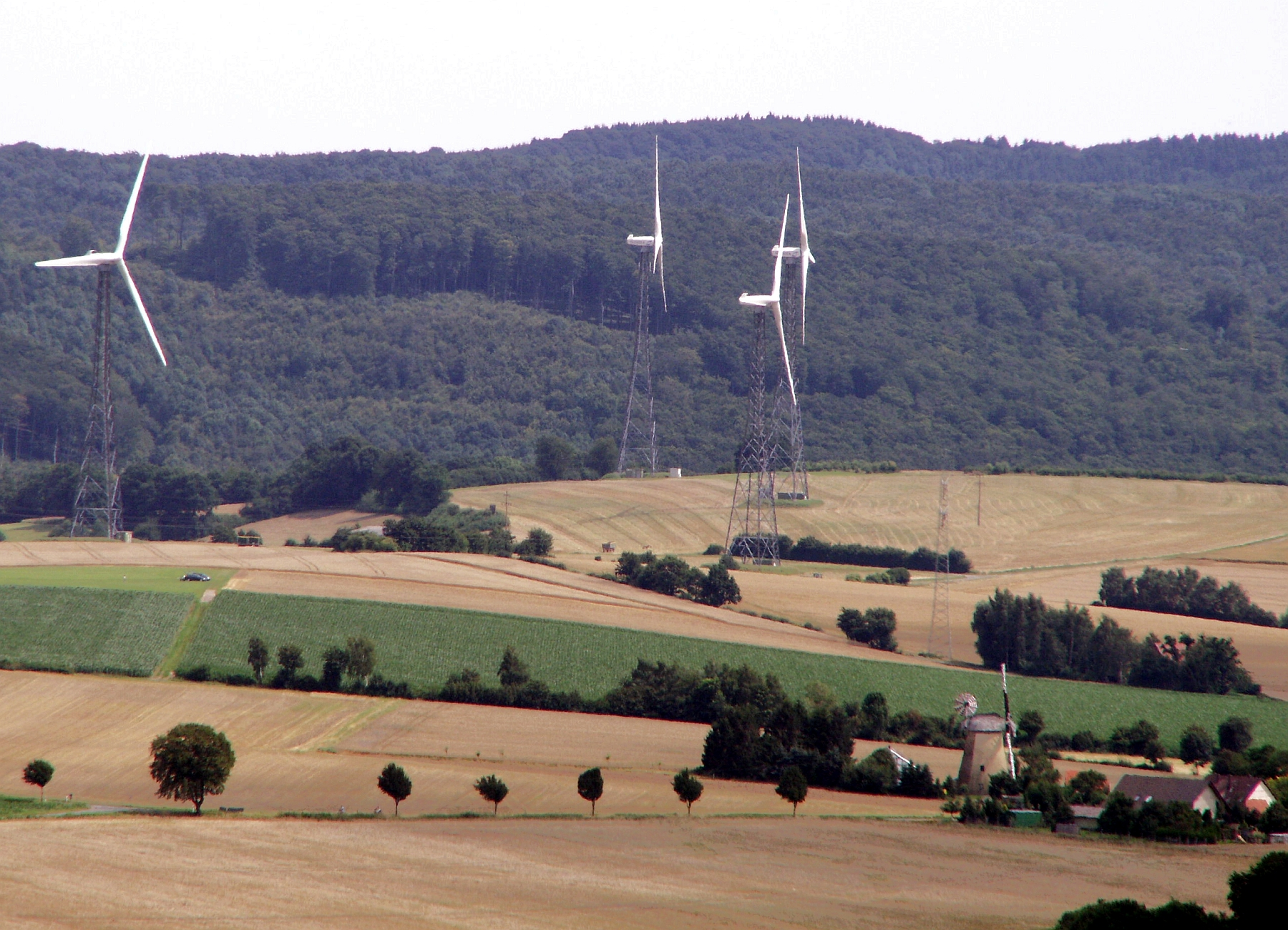
Windmühle und Windkraftanlage vom Vlothoer Winterberg aus gesehen. (2007)

Durch Bentorf verläuft die Landesstraße 861, welche die Bundesstraße 514 mit der Bundesstraße 238 verbindet.

## Sehenswürdigkeiten
Die Windmühle Bentorf in der Nähe der 2001 errichteten weithin sichtbaren Windkraftanlage wird gemeinsam von der Inhaberfamilie Brink und dem Museumsverein Kalletal als Touristikziel betrieben. Die 1889 gebaute Mühle steht seit 1939 als technisches Denkmal unter Denkmalschutz, 2009 wurde das Flügelkreuz erneuert. Im Touristikangebot hebt die Gemeinde Kalletal Bentorfs alten Dorfkern mit seinen Fachwerk- und Bruchsteinhäusern hervor.

## Regelmäßige Veranstaltungen
Brinks Mühle mit Teilnahme am Deutschen Mühlentag (Pfingstmontag)

## Sport
Der SV Bentorf von 1921 e.V als örtlicher Sportverein für Fußball und Breitensport wurde 2015 im Bereich Fußball mit dem benachbarten TSG Hohenhausen zur Spielgemeinschaft „SG Bentorf-Hohenhausen“ vereinigt. Beim SV Bentorf bestehen aktuell noch zwei Korbballmannschaften sowie eine Turngruppe.

## Persönlichkeiten
- Heinrich (Hennak) Hanke, geboren am 1. April 1906 in Bentorf, gestorben am 21. April 1968 im heutigen Bad Salzufler Ortsteil Lockhausen; Lehrer, Konrektor und Lippischer Heimatdichter[9]
- Gustav Hackemack (Hanken Jüsken), geboren am 7. März 1872 in Bentorf, gestorben am 4. Februar 1958 im heute zu Lemgo gehörenden Brake; lippischer Heimatdichter und Privatlehrer[10]
- Klaus Brandner, geboren am 13. Januar 1949 in Bentorf; Politiker (SPD), ehemals Mitglied des Deutschen Bundestages
- Elisabeth Herzog-von der Heide, geboren 1962; langjährige Bürgermeisterin von Luckenwalde